# Liz O'Donnell
Liz O'Donnell (née le 1er juillet 1956) est une femme politique irlandaise, membre des Démocrates Progressistes, qui est Teachta Dála (TD) pour Dublin Sud de 1992 à 2007.

## Jeunesse
O'Donnell est née à Dublin en 1956, où son père travaille pour Guinness. Elle déménage avec sa famille à Limerick quand elle a 11 ans. Elle fait ses études au couvent salésien de Limerick et au Trinity College de Dublin, où elle obtient un diplôme spécialisé de la faculté de droit en 1981. Avant de se lancer dans une carrière politique, O'Donnell est vice-présidente de l'Association politique des femmes et déléguée au Conseil national des femmes. O'Donnell est divorcé et a 2 enfants.

## Carrière politique
En 1991, elle est élue au conseil municipal de Dublin pour les démocrates progressistes pour la zone électorale locale de Rathmines. Elle siège au conseil jusqu'en 1994.
Aux élections générales de 1992, elle est élue au Dáil Éireann pour les Démocrates progressistes, représentant Dublin Sud. Elle est porte-parole de l'opposition en matière de santé et de protection sociale de 1992 à 1993. Elle est whip du Parti et porte-parole du ministère de la Justice de 1993 à 1997. Après son retour au 28e Dáil lors des élections générales de 1997, elle négocie le programme pour un gouvernement de coalition entre le Fianna Fáil et les Démocrates progressistes, avec son collègue du parti, le ministre d'État Bobby Molloy.
O'Donnell est nommée ministre d'État au ministère des Affaires étrangères chargé de l'aide au développement outre-mer et des droits de l'homme. Elle fait partie des représentants du gouvernement irlandais aux pourparlers multipartites de Stormont, qui aboutissent à l'Accord du Vendredi saint en 1998. Elle est également membre du sous-comité du Cabinet sur l'immigration et l'asile et les questions connexes. À la suite de la démission de Bobby Molloy, elle est nommée ministre d'État auprès du gouvernement en avril 2002.
Elle est réélue au 29e Dáil lors des élections générales de 2002 en tant que députée pour Dublin Sud. En décembre 2002, elle reçoit la Médaille commémorative Doolin pour sa contribution au développement à l'étranger et aux droits de l'homme. Elle est cheffe adjointe du Parti démocrate progressiste de 2006 à 2007. Elle perd son siège aux élections générales de 2007.
Depuis qu'elle a quitté la fonction publique, elle travaille dans les médias et dans le conseil en affaires publiques.
En 2015, O'Donnell est nommée présidente de la Road Safety Authority.